# Dvorníky
Dvorníky es un municipio del distrito de Hlohovec en la región de Trnava, Eslovaquia, con una población estimada a final del año 2024 de 1953 habitantes.
Se encuentra ubicado en el centro-este de la región, cerca del río Váh (cuenca hidrográfica del Danubio) y de la región de Nitra.

## Demografía
| Año        | 1994 | 2004    | 2014    | 2024    |
| ---------- | ---- | ------- | ------- | ------- |
| Población  | 1914 | 2017    | 2058    | 1953    |
| Diferencia |      | +5,38 % | +2,03 % | −5,10 % |

| Año        | 2023 | 2024    |
| ---------- | ---- | ------- |
| Población  | 1986 | 1953    |
| Diferencia |      | −1,66 % |